# Edmund Castle

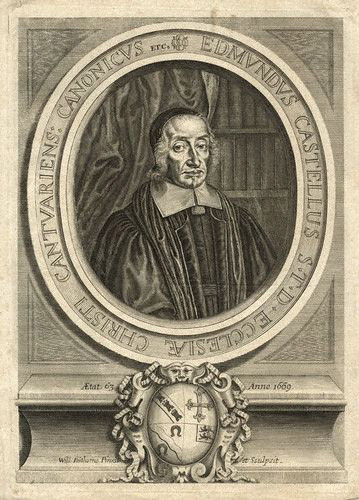
Edmund Castell

Edmund Castell (auch Castle oder latinisiert Castellus; * 1606 in Hatley, Cambridgeshire; † 1685 in Cambridge) war ein englischer Orientalist.
Castell gab 1669 das Lexicon heptaglotton heraus, das unter Zugrundelegung der hebräischen Stämme den gesamten Wortschatz des Hebräischen, Aramäischen („Chaldäischen“), Syrischen, „Samaritanischen“, Äthiopischen und Arabischen (also der damals bekannten semitischen Sprachen) umfasst. Als Anhang gab er ein ausführlich angelegtes persisch-lateinisches Wörterbuch bei, das auf Vorarbeiten von Jacobus Golius beruhte und das erste gedruckte Wörterbuch der persischen Sprache darstellte. Das Werk, insbesondere der syrische Teil, war noch bis Anfang des 20. Jahrhunderts in Gebrauch.

## Werke
- Sol Angliae oriens. De Regis accessu, gratulatio. S.l. 1660 (Digitalisat) – polyglotter Glückwunsch an Karl II. zur Thronbesteigung mit Verweis auf das “im Druck befindliche” (“quod sub prelo est”) Lexicon
- Oratio in scholis theologicis habita ab Edmundo Castello S.T.D. et linguae Arabicae in academia Cantabrigiensi professore. London 1667 (Digitalisat)
- Lexicon heptaglotton, Hebraicum, Chaldaicum, Syriacum, Samaritanum, Aethiopicum, Arabicum, conjunctim; et Persicum, separatim. [...] Cui accessit brevis, & harmonica (quantum fieri potuit) grammaticae, omnium praecedentium linguarum declineatio. London 1669 (Digitalisate der BnF: Bd. 1, Bd. 2)
  - Edmundi Castelli Lexicon Syriacum ex eius lexico heptaglotto seorsim typis describi curavit atque sua adnotata adiecit Joannes David Michaelis. 2 Bde., Göttingen 1788 (Digitalisat [beide Bde. zusammen])
  - Edmundi Castelli Lexicon Hebraicum ex ejus lexico heptaglotto seorsim typis descriptum adnotatis in margine vocum numeris ex Joannes Davidis Michaelis supplementis ad lexica Hebraica. 2 Bde., Göttingen/Leipzig 1790 und Helmstedt 1792 (Digitalisat [beide Bde. zusammen])